# Ernst Stadler
Ernst Maria Richard Stadler (Colmar, 11 augustus 1883 - Zandvoorde, 30 oktober 1914) was een Duits dichter, vertaler en literatuurcriticus. Zijn dichtbundel Der Aufbruch is een belangrijk werk van het vroege Duitse expressionisme. Hij was buitengewoon hoogleraar aan de Université libre de Bruxelles en werd tijdens de Eerste Wereldoorlog gedood tijdens de Eerste Slag om Ieper.

## Levensloop
Hij was de zoon van Adolph Xaver Stadler, openbaar aanklager in Elzas-Lotharingen en later curator aan de Kaiser-Wilhelm-Universität in Straatsburg. Zijn ouders waren beiden afkomstig uit de Zuid-Duitse Allgäustreek. Zowel zijn geboortestad Colmar als Straatsburg waren na de Frans-Duitse Oorlog in 1871 in Duitse handen gekomen zodat de jonge Ernst een volledig Duitse opvoeding genoot.
Na zijn middelbare studies aan het gymnasium van Straatsburg ging Stadler in 1902 naar de Kaiser-Wilhelm-Universität waar hij Germanistiek, Romanistiek en Vergelijkende taalkunde studeerde. Na een onderbreking van zijn studies omwille van zijn legerdienst, schreef hij zich in aan de Ludwig Maximilians-Universiteit van München maar hij keerde na een half jaar terug naar Straatsburg. In 1906 behaalde hij er het doctoraat onder Ernst Martin met een proefschrift over Parzival van Wolfram von Eschenbach. Daarna kon hij met een Rhodesbeurs naar het Magdalen College van de Universiteit van Oxford waar hij zich verder specialiseerde in de Engelse literatuur. In 1910 behaalde hij in Straatsburg het habilitatiediploma met een thesis over de Shakespearevertalingen van Christoph Martin Wieland. Uiteindelijk behaalde hij in 1913 een Bachelor of Letters in Oxford met een proefschrift over de geschiedenis van de Duitse literatuurkritiek op Shakespeare.
In 1910 werd Stadler gevraagd als docent aan de Université libre de Bruxelles waar een nieuwe leerstoel Duitse filologie en literatuur was opgericht. Stadler, die liever zijn academische carrière in Duitsland was begonnen, nam de uitdaging na enige aarzeling aan met de voorwaarde dat hij er gemakkelijk kon vertrekken. In 1912 werd hij er benoemd tot buitengewoon hoogleraar.
Twee jaar later, in juli 1914 vroeg Stadler een onderbreking van twee jaar aan om als gastprofessor Germanistiek aan de slag te gaan aan de Universiteit van Toronto. Zover kwam het echter niet want tijdens zijn vakantie in Straatsburg brak de Eerste Wereldoorlog uit en werd hij gemobiliseerd als reserveofficier. Via de Franse Ardennen en de Belgische Ardennen verplaatste hij zich richting IJzervallei en vocht hij mee tijdens de Eerste Slag om Ieper waar hij nabij Zandvoorde op 30 oktober 1914 dodelijk getroffen werd door een granaat. Hij werd in Straatsburg begraven.

## Werk

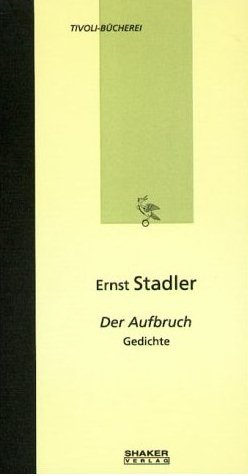
Titelblad Der Aufbruch

Tijdens zijn studententijd in Straatsburg raakte Stadler bevriend met René Schickele en Otto Flake. Samen met hen werd hij lid van de kunstenaarsvereniging Das jüngste Elsaß en werkte er mee aan het tijdschrift Der Stürmer waarin zijn eerste gedichten zouden verschijnen. Zijn eerste dichtbundel Präludien verscheen in 1905 en wordt nog gerekend tot het symbolisme. Samen met Georg Heym, Georg Trakl en Gottfried Benn behoorde Stadler tot de eerste Duitse expressionisten. Zijn belangrijkste dichtbundel Der Aufbruch, geschreven in vrij vers en waarin de levensvreugde van Stadler tot uiting kwam, verscheen begin 1914. Tijdens zijn Brusselse periode raakte hij bevriend met Carl Sternheim wiens villa in Terhulpen een ontmoetingsplaats werd voor de Duitse expressionisten.
Hij vertaalde eveneens werk van de Franse auteurs Honoré de Balzac, Francis Jammes en Charles Péguy naar het Duits.

## Publicaties (selectie)
- Präludien, 1905 (dichtbundel)
- Wielands Shakespeare, 1910 (habilitatieschrift)
- Fahrt über die Kölner Rheinbrücke bei Nacht, 1913 (gedicht)
- Das Balzac-Buch, 1913 (vertaling Balzac)
- Die Gebete der Demut, 1913 (vertaling Jammes)
- Der Aufbruch, 1914 (dichtbundel)